# Biatló als Jocs Olímpics d'hivern de 2018 - relleus per equips femenins
La prova de relleus per equip femenins de biatló dels Jocs Olímpics d'Hivern de 2018 de Pyeongchang es va disputar el 22 de febrer de 2018 al Centre de biatló d'Alpensia. Hi prenien part 4 biatletes per equip, que havien de recórrer 6 km cadascuna.

## Calendari
Els temps són UTC+09:00.
| Data         | Horari | Mànega |
| ------------ | ------ | ------ |
| 22 de febrer | 20:15  | Final  |

## Resum de medalles
| Or                                                                              | Argent                                                             | Bronze                                                                        |
| Belarús Nadezhda Skardino · Iryna Kryuko · Dinara Alimbekava · Darya Domracheva | Suècia Linn Persson · Mona Brorsson · Anna Magnusson · Hanna Öberg | França Anaïs Chevalier · Marie Dorin Habert · Justine Braisaz · Anaïs Bescond |

## Resultats
La cursa comença a les 20:15.
| Posició | Dorsal | País                                                                                 | Temps                                     | Penalitzacions (P+S)                     | Retard  |
| ------- | ------ | ------------------------------------------------------------------------------------ | ----------------------------------------- | ---------------------------------------- | ------- |
| 1       | 10     | BelarúsNadezhda Skardino · Iryna Kryuko · Dzinara Alimbekava · Darya Domracheva      | 1:12:03.4 17:35.2 18:08.2 18:52.4 17:27.6 | 0+3 0+6 0+0 0+2 0+1 0+0 0+2 0+1 0+0 0+3  | –       |
| 2       | 3      | SuèciaLinn Persson · Mona Brorsson · Anna Magnusson · Hanna Öberg                    | 1:12:14.1 17:35.1 19:16.8 18:25.9 16:56.3 | 0+7 0+5 0+2 0+2 0+3 0+3 0+2 0+0 0+0 0+0  | +10.7   |
| 3       | 2      | FrançaAnaïs Chevalier · Marie Dorin Habert · Justine Braisaz · Anaïs Bescond         | 1:12:21.0 17:20.8 18:25.6 18:40.6 17:54.0 | 0+6 0+8 0+1 0+2 0+1 0+1 0+3 0+3 0+1 0+2  | +17.6   |
| 4       | 7      | NoruegaSynnøve Solemdal · Tiril Eckhoff · Ingrid Landmark Tandrevold · Marte Olsbu   | 1:12:33.1 17:09.8 18:49.5 19:18.9 17:14.9 | 0+2 3+10 0+0 0+1 0+1 1+3 0+1 2+3 0+0 0+3 | +29.7   |
| 5       | 17     | EslovàquiaPaulína Fialková · Anastasiya Kuzmina · Terézia Poliaková · Ivona Fialková | 1:12:41.8 17:07.8 18:30.5 18:59.4 18:04.1 | 0+3 1+6 0+1 0+0 0+1 1+3 0+1 0+1 0+0 0+2  | +38.4   |
| 6       | 8      | SuïssaElisa Gasparin · Lena Häcki · Selina Gasparin · Irene Cadurisch                | 1:12:46.9 17:32.8 18:15.5 18:56.7 18:01.9 | 0+8 0+8 0+1 0+0 0+3 0+2 0+2 0+3          | +43.5   |
| 7       | 9      | PolòniaMonika Hojnisz · Magdalena Gwizdoń · Krystyna Guzik · Weronika Nowakowska     | 1:12:47.0 17:29.3 18:18.6 18:30.8 18:28.3 | 1+7 0+7 0+1 0+2 0+1 0+1 1+3 0+1 0+2 0+3  | +43.6   |
| 8       | 1      | AlemanyaFranziska Preuß · Denise Herrmann · Franziska Hildebrand · Laura Dahlmeier   | 1:12:57.3 17:49.6 19:07.4 18:33.9 17:26.4 | 1+3 2+8 0+0 1+3 1+3 0+1 0+0 0+1          | +53.9   |
| 9       | 5      | ItàliaLisa Vittozzi · Dorothea Wierer · Nicole Gontier · Federica Sanfilippo         | 1:13:07.5 16:49.0 18:47.4 18:55.0 18:36.1 | 2+7 2+6 0+1 0+0 2+3 0+0 0+3 1+3 0+0 1+3  | +1:04.1 |
| 10      | 11     | CanadàSarah Beaudry · Julia Ransom · Emma Lunder · Rosanna Crawford                  | 1:13:36.8 18:04.0 18:27.7 19:09.6 17:55.5 | 1+4 0+7 0+0 0+3 1+3 0+0 0+1 0+1          | +1:33.4 |
| 11      | 4      | UcraïnaIryna Varvynets · Vita Semerenko · Yuliia Dzhima · Anastasiya Merkushyna      | 1:13:44.8 18:30.9 19:15.4 17:38.7 18:19.8 | 0+3 2+7 0+0 1+3 0+1 0+1 0+2 0+0          | +1:41.4 |
| 12      | 6      | TxèquiaEva Puskarčíková · Jessica Jislová · Markéta Davidová · Veronika Vítková      | 1:13:59.7 17:21.4 19:56.1 18:57.9 17:44.3 | 0+1 4+10 0+1 0+2 0+0 2+3 0+0 0+2         | +1:56.3 |
| 13      | 18     | Estats UnitsSusan Dunklee · Clare Egan · Joanne Reid · Emily Dreissigacker           | 1:14:05.3 16:56.6 18:42.4 19:01.1 19:25.2 | 1+5 0+5 0+0 0+1 0+0 0+0 1+3 0+1 0+2 0+3  | +2:01.9 |
| 14      | 14     | KazakhstanGalina Vishnevskaya · Darya Klimina · Alina Raikova · Olga Poltoranina     | 1:14:18.0 17:50.2 19:54.3 18:28.3 18:05.2 | 0+2 1+7 0+0 0+3 0+1 1+3 0+1 0+1 0+0 0+0  | +2:14.6 |
| 15      | 13     | FinlàndiaLaura Toivanen · Kaisa Mäkäräinen · Mari Laukkanen · Venla Lehtonen         | 1:14:37.2 17:36.8 17:45.4 20:09.2 19:05.8 | 0+6 2+7 0+1 0+0 0+0 0+2 0+2 2+3 0+3 0+2  | +2:33.8 |
| 16      | 16     | BulgàriaEmilia Yordanova · Daniela Kadeva · Stefani Popova · Desislava Stoyanova     | 1:14:38.0 18:24.4 18:33.2 19:27.6 18:12.8 | 1+3 1+6 0+0 1+3 0+0 0+1 1+3 0+1 0+0 0+1  | +2:34.6 |
| 17      | 12     | JapóFuyuko Tachizaki · Sari Furuya · Rina Mitsuhashi · Yurie Tanaka                  | 1:15:47.7 17:51.6 19:50.2 18:40.0 19:25.9 | 0+2 2+7 0+0 0+2 0+1 2+3 0+1 0+0 0+0 0+2  | +3:44.3 |
| 18      | 15     | Corea del SudAnna Frolina · Ekaterina Avvakumova · Mun Ji-hee · Ko Eun-jung          | 1:20:20.6 20:32.3 18:33.9 19:24.5 21:49.9 | 0+5 6+11 0+2 4+3 0+1 0+2 0+1 1+3         | +8:17.2 |